# 宽叶线柱兰
宽叶线柱兰（学名：Zeuxine affinis），为兰科线柱兰属下的一个植物种。